# Chiostro di Santa Maria della Sanità

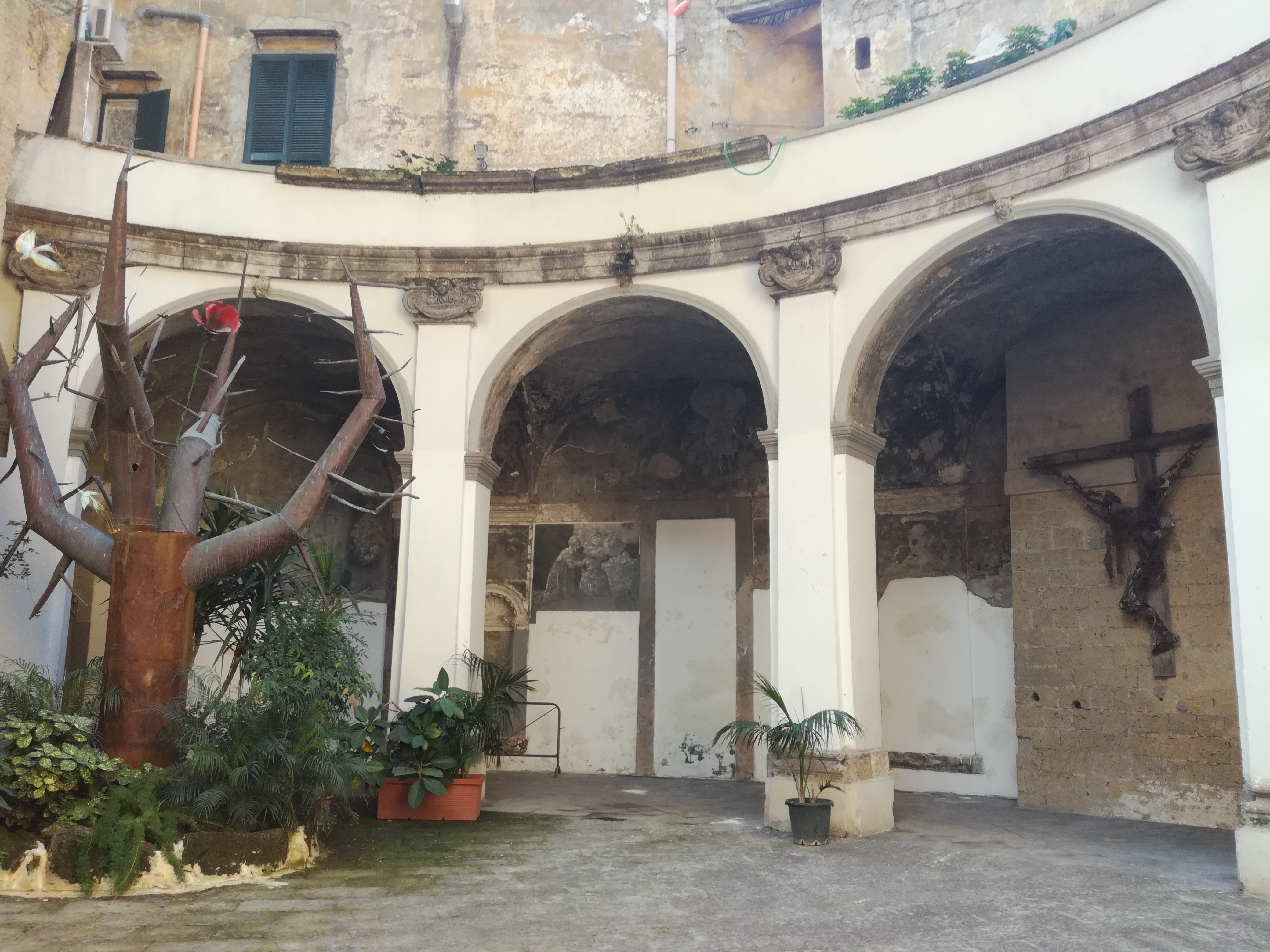
Il chiostro

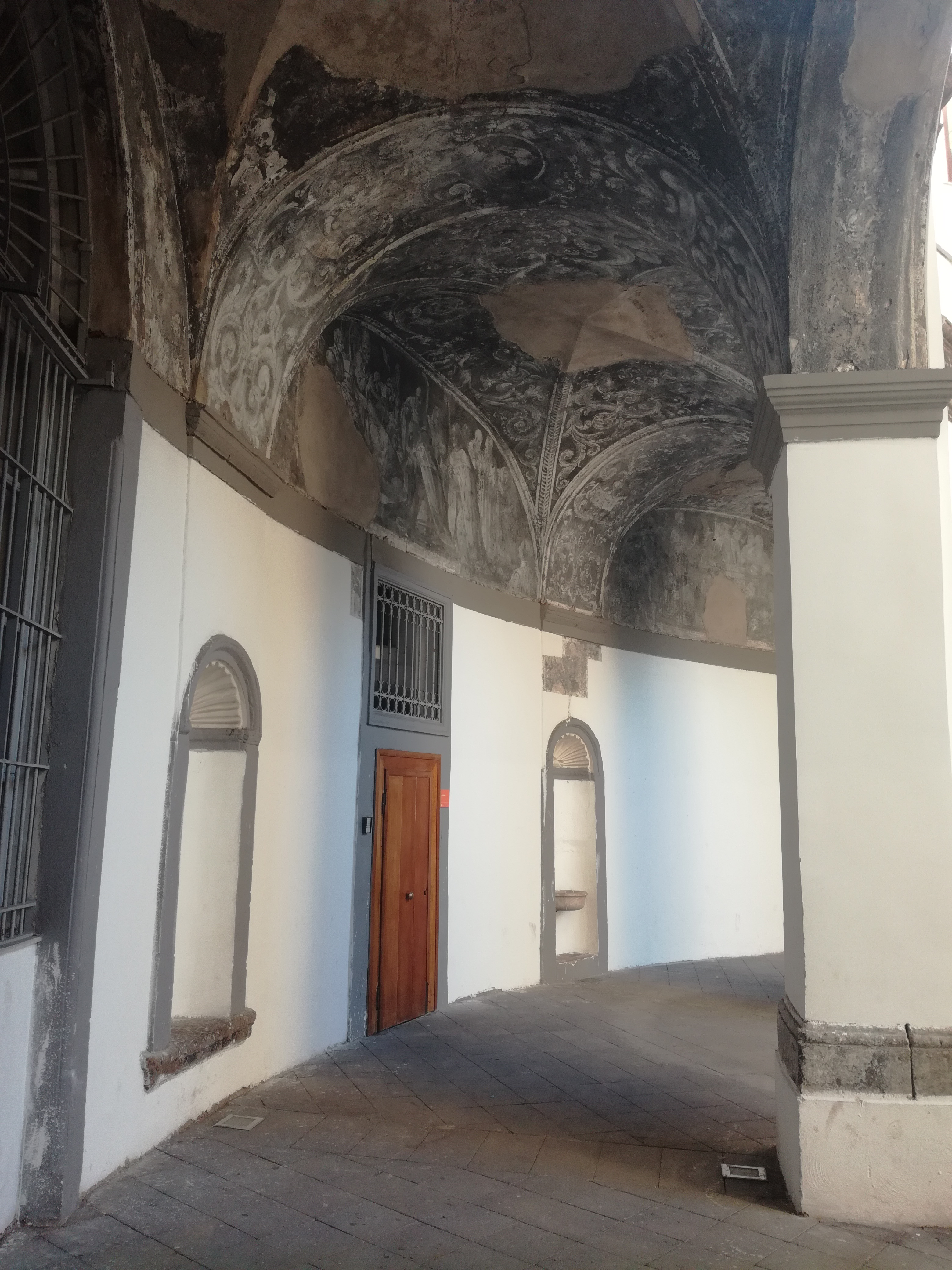
Veduta interna delle arcate sul lato destro e resti di affreschi

Il chiostro di Santa Maria della Sanità è un chiostro monumentale di Napoli; si erge all'interno dell'omonimo convento, nel centro storico della città.

## Storia e descrizione
In origine il complesso religioso constava di due chiostri, quello maggiore e quello minore. Il primo, ormai scomparso a causa delle profonde trasformazioni patite dal luogo di culto, era formato da una vasta pianta rettangolare.
Il secondo chiostro, invece, nato sul finire del Cinquecento assieme all'edificazione della parte conventuale e tutt'oggi esistente, è a pianta ovale e costituisce tra le più interessanti opere dell'architettura sacra realizzata tra il Cinquecento e il Seicento; il progetto fu affidato al frate Giuseppe Nuvolo, che di fatto fu la prima figura napoletana che seppe sfruttare la pianta ellittica in un luogo claustrale. Sebbene sia stato in parte distrutto dal ponte della Sanità voluto dal re Gioacchino Murat, per collegare via Toledo alla Reggia di Capodimonte, dell'originario chiostro ellittico permangono le arcate e le sezioni di architravi che sovrastato i capitelli di piperno, sulla quale sono scolpiti angeli alati, e gli affreschi delle volte del portico, lavorati in graffiti monocromi nel 1624 da Giovan Battista di Pino e raffiguranti alcuni episodi della vita di illustri domenicani. Il connubio tra il di Pino e fra Nuvolo si ripeterà con il medesimo risultato anche per il chiostro di San Tommaso d'Aquino, andato poi distrutto durante la terribile alluvione del 1656.